# Coprolalie
Coprolalie of coprolalia (Grieks, letterlijk poep praten) is een begrip uit de psychologie en psychiatrie. Het is het onvrijwillig uiten van schokkende woorden, zoals vloeken, obscene, seksistische of racistische taal. Vaak wordt coprolalie gezien als het belangrijkste kenmerk van het syndroom van Gilles de la Tourette, maar in de praktijk komt het verschijnsel slechts voor bij een minderheid van de mensen met Tourette en is het meestal ook nog tijdelijk. Coprolalie hangt ook samen met de hoeveelheid stress die een Touretter ondervindt. 
Vaak wordt gedacht dat de ongepaste uitingen een onderliggende mening weerspiegelen, maar ook dit is lang niet altijd het geval. Waarschijnlijk is coprolalie erop gericht om een sociale reactie uit te lokken en de manier waarop is voor de patiënt zelf vaak nog pijnlijker dan voor de omgeving. Het is dan ook van belang dat de omgeving met de aandoening leert omgaan om te voorkomen dat de patiënt in een sociaal isolement terechtkomt.
Soms maakt de patiënt ook obscene gebaren. Dit wordt copropraxie genoemd.